# Edin Pepic
Edin Pepic, früher Edin Sancaktar, (* 13. Juli 1991 in Ratingen) ist ein deutscher Fußballtorhüter, der aktuell vereinslos ist. Er stand bis Dezember 2019 beim Wuppertaler SV unter Vertrag.

## Karriere
Edin Pepic hatte in seiner Jugend im Tor bei Borussia Mönchengladbach und beim KFC Uerdingen 05 gespielt, ehe er im Jahr 2006 zu Fortuna Düsseldorf wechselte. In der Saison 2010/11 wurde er dann in den Kader der zweiten Mannschaft aufgenommen und absolvierte sein Debüt in der Regionalliga West am 14. Mai 2011 beim 1:1 im Spiel gegen den 1. FC Kaiserslautern II. Dies blieb sein einziger Einsatz in dieser Spielzeit. In der folgenden Saison wurde Sancaktar häufiger eingesetzt. Er kam auf insgesamt elf Ligaeinsätze, schaffte es allerdings nur zweimal, ohne Gegentor zu spielen.
Zur Saison 2012/13 wechselte er zum Drittligaaufsteiger Borussia Dortmund II, bei dem er einen Einjahresvertrag unterschrieb mit Option auf ein weiteres Jahr. Dort ersetzte er den zum SK Sturm Graz abgewanderten Johannes Focher. Am 3. Februar 2013 absolvierte er beim 3:3 im Spiel gegen den 1. FC Saarbrücken sein Debüt im schwarz-gelben Trikot. Zur Saison 2013/14 wechselte er zum FC 08 Homburg in die Regionalliga Südwest. Nach 29 Ligaeinsätzen für die Homburger wechselte er für die Spielzeit 2014/15 zum Goslarer SC.
Ab der Saison 2015/16 stand er beim Regionalligisten SG Wattenscheid 09 unter Vertrag. Nachdem es bei der SG Wattenscheid schon seit mehreren Jahren finanzielle Probleme gab, verschärfte sich die Situation und der Verein musste letztendlich im August 2019 Insolvenz anmelden. Pepic wechselte daraufhin nach 111 Ligaspielen im Sommer 2019 zum Wuppertaler SV. Der Vertrag wurde jedoch im Dezember 2019 nach zehn Ligaeinsätzen wieder aufgelöst.

## Namensänderung
Pepic wurde mit dem Namen Edin Sancaktar geboren, die Familie hieß früher allerdings Pepic. Seine Familie war nach dem Verlassen ihres Heimatlandes Jugoslawien jedoch gezwungen, den Nachnamen zu ändern. Im Januar 2019 konnte Pepic seinen ursprünglichen Familiennamen wieder annehmen.